# Gräne gruva
Gräne gruva är en gruva i Svenljunga kommun, vilken var i drift åren 1899–1932. Den ligger ett hundratal meter in i skogen från väg 154 mellan Holsljunga och Överlida mellan sjöarna Holsjön och Lilla Hallången.
I gruvan utvanns bergarten fältspat mellan åren 1899 och 1932 med export främst till Tyskland för användning i porslinsindustrin. Från gruvan skedde transporterna på en liten järnväg som anslöt till den mindre järnvägslinjen Falkenbergs Järnväg mellan Falkenberg och Limmared. Gruvbrottet är cirka 20x15 meter stort med 20 meter höga väggar. År 1904 bröts drygt 620 ton fältspat och 837 ton kvarts. I gruvan bröts även den radioaktiva malmen euxenit. År 1925 bröts 100 kg euxenit, av vilken det tillverkades så kallade ”radiumdukar”, det vill säga pulveriserad euxenit insytt i dukar avsedda för att bota reumatism. Totalt har det hittats omkring 15 olika mineral i Gräne gruva.
Gräne gruva ingår i Ekomuseum nedre Ätradalen. Gruvan har cirka 4 000 besökare per år.

## Galleri

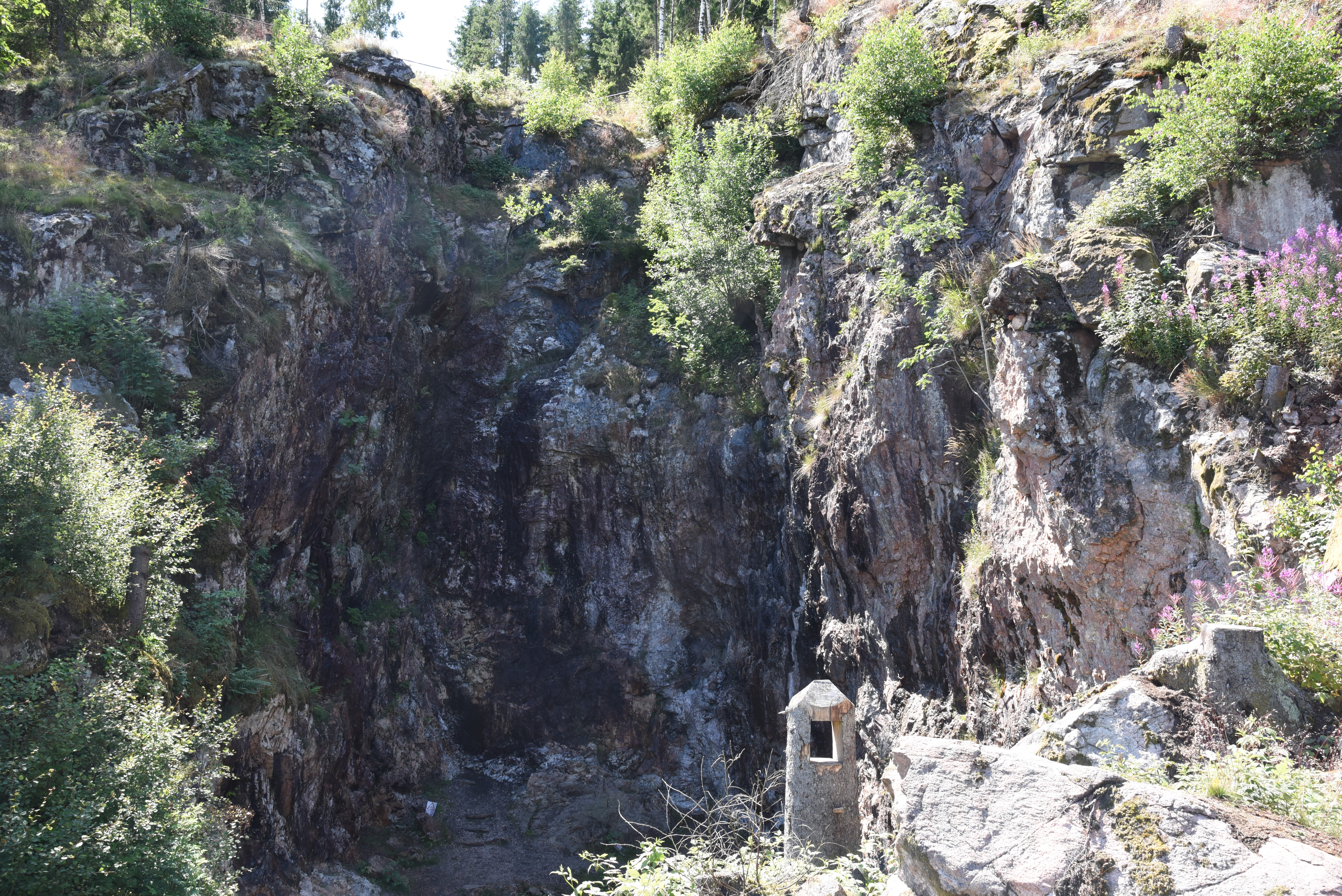
Gruvan sedd uppifrån.
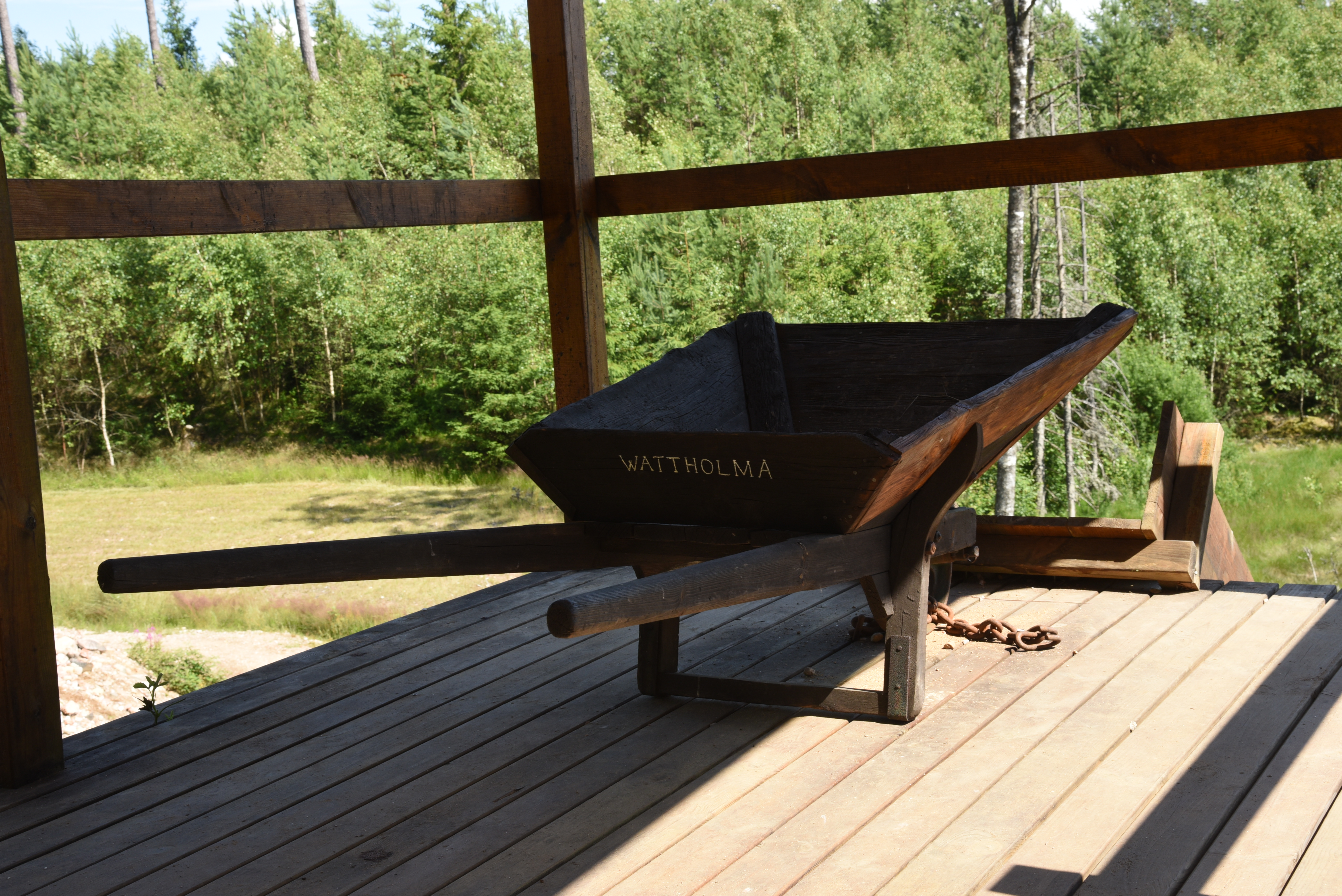
Skottkärra.
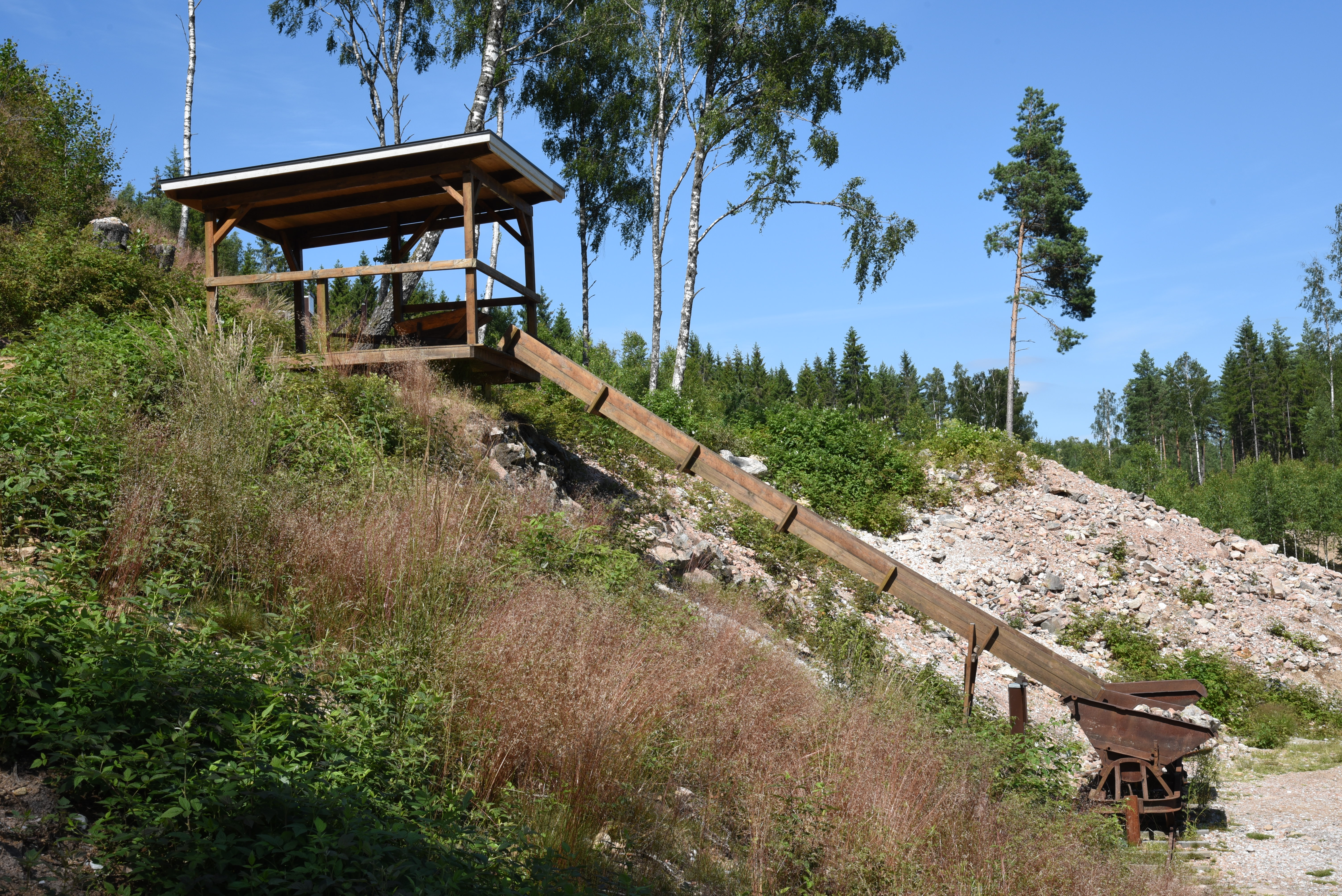
Lastning av järnvägsvagn.
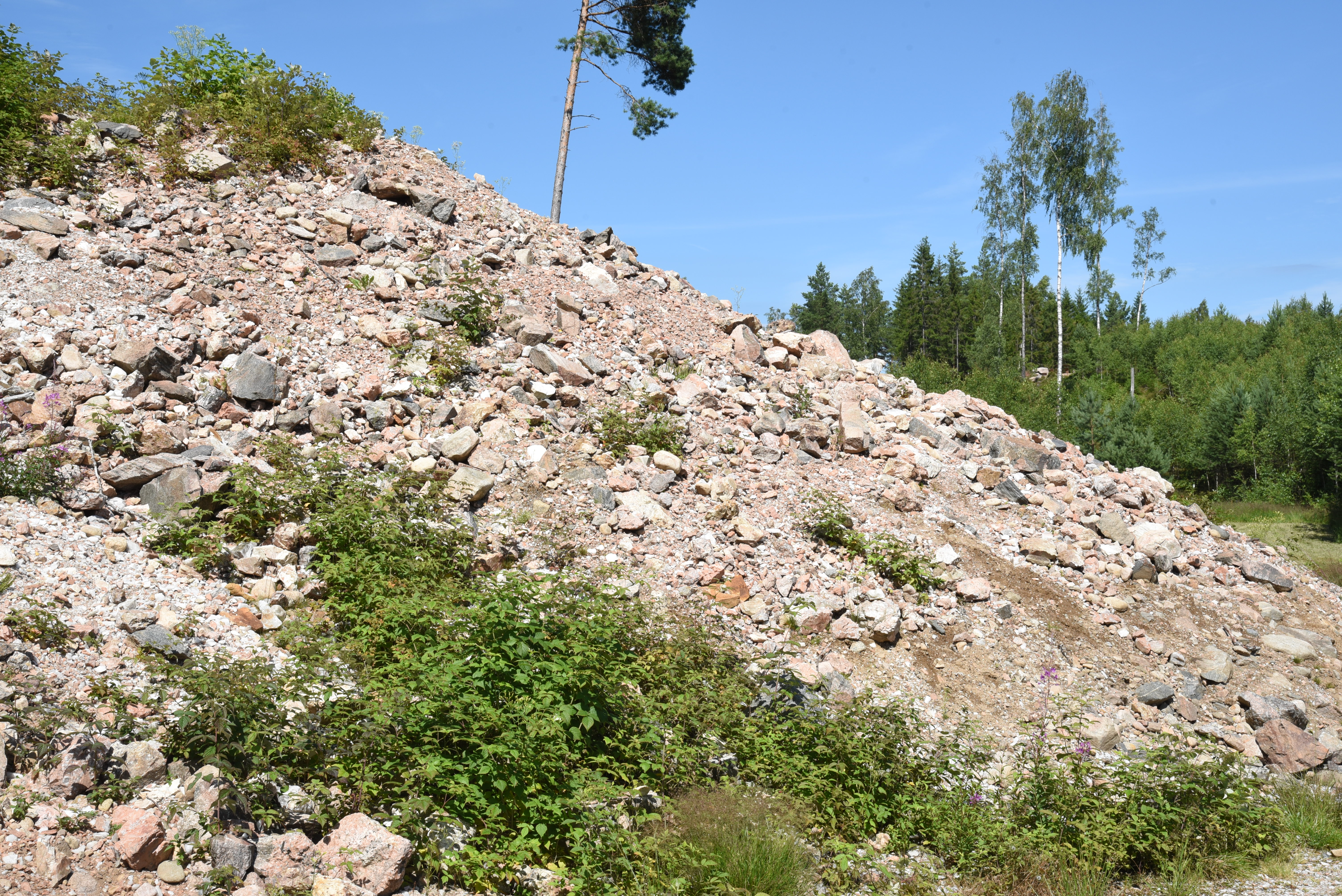
Stenvarpshög.